# アネタ・シュチェパンスカ
アネタ・シュチェパンスカ（Aneta Maria Szczepańska  1974年8月20日- ）はポーランドのヴウォツワヴェク出身の柔道選手。階級は66kg級。身長170cm。

## 人物
柔道は11歳の時に始めた。シニアになってからは61kg級の選手として活躍していたが、1995年の世界選手権では66kg級に出場して、準決勝でキューバのオダリス・レベに判定で敗れるものの3位となった。1996年アトランタオリンピックでは決勝で韓国の曺敏仙と対戦して、先に有効でリードするものの合技で逆転負けを喫したが銀メダルを獲得した。その後は63kg級の選手となったが、以前ほどの活躍は見られなかった。しかし、2004年にはヨーロッパ選手権や福岡国際で2位となり再び活躍を見せた。

## 主な戦績
61kg級での戦績
- 1992年 - ポーランド国際　3位
- 1993年 - チェコ国際　3位
- 1992年 - ポーランド国際　優勝
- 1995年 - オーストリア国際　2位

66kg級での戦績
- 1995年 - 世界選手権　3位
- 1996年 - オランダ国際　2位
- 1996年 - アトランタオリンピック　2位

63kg級での戦績
- 2004年 - ヨーロッパ選手権　2位
- 2004年 - 福岡国際　2位
- 2006年 - ハンガリー国際　3位
- 2007年 - チェコ国際　3位